# Polizeiruf 110: Falscher Jasmin
Falscher Jasmin ist ein deutscher Kriminalfilm von Manfred Mosblech aus dem Jahr 1990. Der Fernsehfilm erschien als 137. Folge der Filmreihe Polizeiruf 110.

## Handlung
Krankenschwester Sigrid ist irritiert. Sie hat von Kollegin Annemarie Liedekow deren Kleinkind zur kurzzeitigen Pflege erhalten, als sie am Freitag etwas vorhatte. Nun ist es Sonntag und Annemarie ist noch nicht zurück. Ihr Chef Dr. Bernd macht sich auf die Suche nach Annemarie, doch ist sie weder zu Hause noch bei ihrer Schwester Angelika Kolm. Am Montag verschafft sich Dr. Bernd mit Angelikas Hilfe Zutritt zu Annemaries Wohnung. Das Chaos lässt auf ein Gewaltverbrechen schließen. Beide rufen die Polizei. Zur gleichen Zeit findet ein Förster im Wald eine halbnackte Frauenleiche. Hauptmann Günter Beck und Oberleutnant Thomas Grawe lassen Dr. Bernd und Angelika zum Fundort holen, wo Angelika die unbekannte Tote als ihre Schwester identifiziert.
Erste Ermittlungen ergeben, dass Annemarie allein lebte. Den Vater ihres unehelichen Kindes verschwieg sie vor allen, hatte anscheinend auch keine Affäre und war bei Mitarbeitern und Patienten beliebt. In ihrer Wohnung finden sich jedoch zahlreiche Spuren einer zweiten Person: Abgewaschene Weingläser, ein Schlüssel, zahlreiche Fotos und im Müll eine Weinflasche mit Fingerabdrücken. Im Vergleich zu identischen Abzügen der Schwester stellt sich heraus, dass drei Bilder fehlen, auf denen neben Annemarie auch Angelikas Nachbar Jan Heder zu sehen ist. Weitere Nachforschungen bei Anglern am nahe dem Leichenfundort liegenden See führen zu der Erkenntnis, dass am Tattag ein Barkas im Wald hielt. Jan Heder fährt einen Barkas und beliefert als Bäcker regelmäßig das Krankenhaus, in dem auch Annemarie arbeitete. Mit einem Trick bringen die Ermittler ihn dazu, sich die Fotos anzusehen, die in Annemaries Wohnung fehlten. So erhalten sie seine Fingerabdrücke, die mit denen auf der Weinflasche übereinstimmen. Jan Heder wird festgenommen.
Im Verhör berichtet er, dass alles 1987 angefangen habe. Beim Abladen der Backware musste er stets vor Annemaries Wohnzimmerfenster parken. Einmal zeigte sie sich ihm dabei bewusst nackt, später trafen sie sich am See und gingen schwimmen, es folgten zahlreiche Zettelaustausche am Morgen und Seebesuche am Nachmittag. Sie schliefen in der Natur miteinander, doch als das Ende des Sommers kam und sie wieder einmal vor einem Angler flüchten mussten, hatte Annemarie genug. Sie forderte eine Entscheidung von ihm. Als er sich nicht von seiner Frau trennen wollte, verließ sie ihn. Sie teilte ihm irgendwann per Brief mit, dass sie schwanger sei. Als sie sich das nächste Mal trafen, war sie fast im 3. Monat. Auf Jan Heders Bitte, das Kind abzutreiben, ging sie nicht ein. Sie wollte das Kind aus eigenem Wunsch heraus bekommen und nicht seinetwegen. Sie versprach, seinen Namen nie zu nennen. Die Monate vergingen und beide hatten keinen Kontakt. Die einfache Frage von ihrem Schwager, ob der Vater des Kindes denn Alimente bezahle, brachte Annemarie auf eine Idee. Sie nahm die Beziehung zu Jan Heder wieder auf, schlief mit ihm und präsentierte sich ihm wie eine Prostituierte. Das nächste Mal solle er Geld mitbringen, forderte sie – 20.000 Mark. Jan Heder versuchte, sie die nächsten Wochen umzustimmen und von seiner Liebe zu überzeugen, doch sie gab nicht nach. Als sie drohte, andernfalls alles öffentlich zu machen, erwürgte er sie. Zur Sicherheit stach er anschließend noch auf sie ein.
Jan Heder wird festgenommen und zu lebenslanger Haft verurteilt. Sein Vater stirbt kurz darauf vor Kummer, die Frau verlässt ihn und verkauft das Haus. Jans und Annemaries Kind wächst bei Angelika Kolm als Halbwaise auf.

## Produktion
Falscher Jasmin (Arbeitstitel: Heut’ Abend am See) wurde vom 1. Juli bis 30. Oktober 1989 in Bad Freienwalde und Umgebung, Marienwerder, Eichwalde (Ortsteil Siedlung Waltersdorf) und Berlin gedreht. Die Atelieraufnahmen entstanden im DEFA-Studio für Spielfilme. Die Kostüme des Films schuf Ute Rossberg, die Filmbauten stammen von Christa Köppen. Der Film erlebte am 22. April 1990 auf DFF 1 seine Premiere. Die Zuschauerbeteiligung lag bei 43,8 Prozent.
Es war die 137. Folge der Filmreihe Polizeiruf 110. Hauptmann Günter Beck ermittelte in seinem 3. Fall und Oberleutnant Thomas Grawe in seinem 26. Fall. Das Lied Falscher Jasmin, das während des Abspanns läuft, wurde von Anke Lautenbach eingesungen.